# Limnonectes sinuatodorsalis
Limnonectes sinuatodorsalis es una especie de anfibio anuro de la familia Dicroglossidae.

## Distribución geográfica
Esta especie es endémica de Borneo. Se encuentra en Indonesia en Kalimantan y el este de Malasia en Sarawak.

## Publicación original
- Matsui, 2015: A new species of Limnonectes from the border of East Kalimantan and Sarawak, Borneo Island (Anura, Dicroglossidae). Current Herpetology, Kyoto, vol. 34, p. 120–127.[2]